# Friedrich Reinitzer
Friedrich Richard Reinitzer (Praga, 25 febbraio 1857 – Graz, 16 febbraio 1927) è stato un chimico e botanico austriaco.
Alla fine del 1880, sperimentò il benzoato di colesterile, e scoprì le proprietà dei cristalli liquidi (nominati in seguito da Otto Lehmann).

## Biografia
Reinitzer nacque in una famiglia di tedeschi. Studiò chimica presso l'Università Tecnica Ceca di Praga; Nel 1883 ottenne la sua abilitazione come docente privato. Dal 1888-1901 fu professore presso la Karl-Ferdinands-Universität, poi professore presso l'Università Tecnica di Graz. Durante il 1909-1910 fu il rettore dell'università.
Mentre era nel 1888 al Karl-Ferdinands-Universität scoprì uno strano comportamento di ciò che più tardi fu chiamato cristalli liquidi. Per la spiegazione del loro comportamento collaborò con il fisico Otto Lehmann. La scoperta ricevette molta attenzione all'epoca ma nessun uso pratico fu evidente e l'interesse scese presto.

## Opere principali
- F. Reinitzer (1888) "Beiträge zur Kenntnis des Cholesterins", Monatshefte für Chemie 9:421–41.
- F. Reinitzer (1891) "Der Gerbstoffbegriff und seine Beziehung zur Pflanzenchemie", Lotos 39.